# Herennia tone
Herennia tone är en spindelart som beskrevs av Kuntner 2005. Herennia tone ingår i släktet Herennia och familjen Nephilidae.
Artens utbredningsområde är Filippinerna. Inga underarter finns listade i Catalogue of Life.